# Walter Benton
Walter Benton (* 9. September 1930 in Los Angeles; † 14. August 2000) war ein US-amerikanischer Jazz-Tenorsaxophonist  des Hardbop. Er spielte mit Max Roach und Kenny Clarke.

## Leben und Wirken
Walter Benton spielte zu Beginn seiner Karriere von 1950 bis 1953 in verschiedenen Militär-Orchestern und von 1954 bis 1957 mit Pérez Prado; er  arbeitete dann als freischaffender Musiker in Los Angeles, wo er 1954 mit Max Roach und Clifford Brown sowie im November mit Kenny Clarke auf dessen Savoy Session das Album Telefunken Blues einspielte. Im Jahr 1957 war er an der Produktion Go West Man! von Quincy Jones beteiligt. 1958/59 spielte er mit Victor Feldman. 1959 gründete er eine eigene Formation, im September 1960 entstanden Plattenaufnahmen unter eigenem Namen mit Freddie Hubbard, Wynton Kelly, Paul Chambers und Albert „Tootie“ Heath (Out of This World) für das Label „Jazzland“. Dabei wurden auch Bentons Kompositionen Walter's Altar, A Blues Mood, Azil und Iris aufgenommen. Im selben Jahr war Benton an Max Roachs „Freedom Now-Suite“, an der Session der „Jazz Artists Guild“ und an Julian Priesters Album Spiritsville beteiligt. 1961 wirkte Benton noch an Aufnahmen von Abbey Lincoln, Max Roach und Eric Dolphy für das Candid-Label („Straight Ahead“) sowie von Slide Hampton mit. Er kehrte dann nach Los Angeles zurück, spielte mit Gerald Wilson und 1966 mit John Anderson; aus der Zeit danach liegen keine weiteren Aufnahmen vor.

## Diskographische Hinweise
- Clifford Brown: Brownie (Emarcy, 1954–56)
- Eric Dolphy: Candid Dolphy (Candid, 1960/61)
- Abbey Lincoln: Straight Ahead (Candid, 1960)
- Julian Priester: Spiritsville (Jazzland, 1960)
- Max Roach: We Insist! Freedom Now Suite (Candid, 1960)